# Celina longicornis
Celina longicornis är en skalbaggsart som beskrevs av Sharp 1882. Celina longicornis ingår i släktet Celina och familjen dykare. Inga underarter finns listade i Catalogue of Life.